# Carmen Pérez García (pianista)
Carmen Pérez García (Cádiz, 1897 – 1974) fue una pianista, concertista y compositora española, considerada una de las músicas andaluzas más destacadas de su época. Fue célebre en su juventud como niña prodigio y admirada tanto por la crítica como por figuras relevantes de la cultura española, como Benito Pérez Galdós.

## Biografía
Carmen Pérez García nació en Cádiz en 1897, en el seno de una familia sin tradición musical conocida. Desde muy temprana edad mostró un talento para el piano. A los cinco años comenzó sus estudios en la Academia Santa Cecilia de Cádiz, bajo la tutela de Teresa Colomer. Su precocidad musical fue tal que pronto destacó entre sus compañeras, siendo considerada una niña prodigio.
Gracias a una beca concedida por la infanta Isabel de Borbón, se trasladó a Madrid para proseguir su formación con José Tragó en el Real Conservatorio Superior de Música de Madrid. Con solo trece años, obtuvo el Primer Premio de Piano del Conservatorio. Posteriormente viajó a París, donde completó su formación y obtuvo también el Primer Premio del Conservatorio de París, compitiendo entre más de trescientos aspirantes.

## Trayectoria
Durante su carrera como concertista realizó giras por España, Francia, Italia, América y otros países europeos. Actuó ante la familia real española y ofreció recitales en los principales auditorios de la época. Su repertorio superaba las 300 obras e incluía piezas de compositores como Bach, Beethoven, Liszt, Chopin, Albéniz, Granados y Falla.
Fue reconocida por su estilo expresivo y apasionado, por la limpieza de su técnica y por su gran capacidad de comunicación con el público. La prensa especializada la calificó como una de las pianistas más completas de su generación. Benito Pérez Galdós la describió como "la más inspirada sacerdotisa de los dioses Beethoven, Chopin y Liszt".
Además de su actividad concertística, desarrolló una faceta pedagógica como profesora de música. En sus últimos años, se dedicó a la enseñanza y a la composición. Fue también conocida por haber ofrecido clases a miembros de la familia real, como las infantas María Cristina y Beatriz.

## Obra
Aunque su producción compositiva fue reducida, Carmen Pérez García dejó testimonio de su creatividad en varias obras para piano:
Aires andaluces – obra de inspiración folklórica con acentos regionales.
En el abismo – pieza introspectiva y emocional, de carácter romántico.

## Estilo y legado
Su estilo interpretativo combinaba una gran destreza técnica con una sensibilidad lírica muy marcada. Se destacó por su habilidad para abordar tanto el repertorio clásico como el nacionalista español.
Tras su retiro de los escenarios, su figura fue progresivamente olvidada, en parte por los patrones sociales de género que invisibilizaban a las mujeres artistas. En décadas recientes, su trayectoria ha sido objeto de recuperación por parte de la musicología feminista.

## Reconocimientos
Durante su carrera recibió numerosos elogios y menciones en prensa, y fue considerada un ejemplo del potencial artístico de las mujeres en una época donde el ámbito musical profesional estaba fuertemente masculinizado.
Actualmente, investigadoras como Consuelo Pérez Colodrero han reivindicado su figura en estudios sobre pianistas andaluzas de la Restauración Borbónica, destacando su aportación tanto en el ámbito artístico como en la representación femenina dentro de la música culta.